# لنارت کژیبورا
لنارت کژیبورا (انگلیسی: Lennart Czyborra؛ زادهٔ ۳ مهٔ ۱۹۹۹) بازیکن فوتبال اهل آلمان است.
از باشگاه‌هایی که در آن بازی کرده‌است می‌توان به باشگاه فوتبال هراکس آلملو اشاره کرد.